# Lorenzo Barotti
Lorenzo Barotti (Ferrara, 20 dicembre 1724 – Ferrara, 18 dicembre 1801) è stato un gesuita, scrittore e poeta italiano.

## Biografia
Lorenzo Barotti, figlio di Giovanni Andrea, biografo di Ludovico Ariosto, e di Elisabetta Lollio, nel 1740 entrò come novizio nel seminario gesuita ove, fino al 1744, frequentò i corsi di retorica e filosofia.

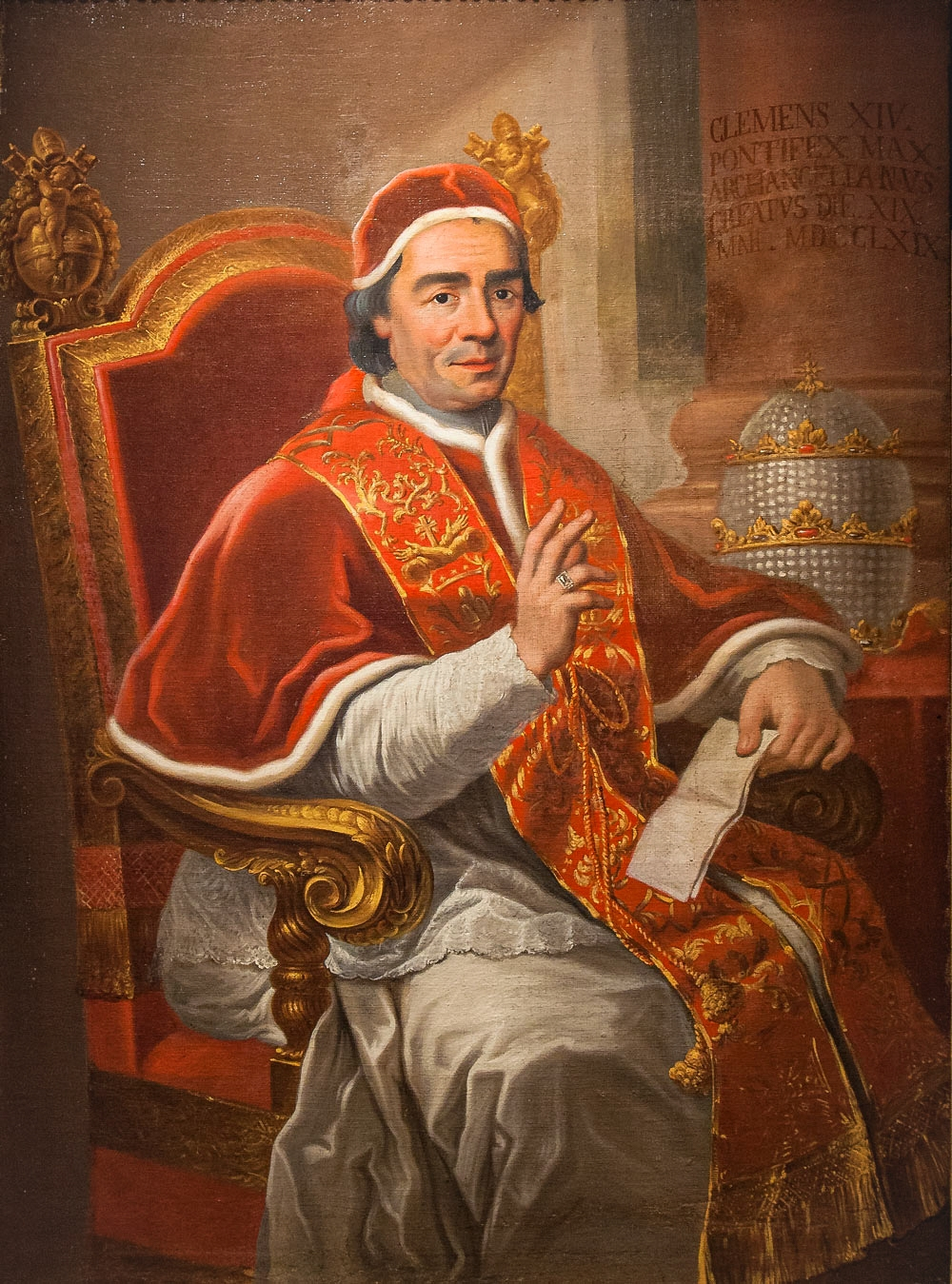
Clemente XIV, nel 1773 sciolse la Compagnia di Gesù

Nel triennio 1750-1753, seppure con poco entusiasmo per la sua avversione al formalismo della filosofia scolastica come veniva insegnata nelle scuole dell'Ordine, seguì i corsi di morale e teologia a Bologna. Nel 1761 i superiori della Compagnia di Gesù, conoscendo la sua scarsa propensione per l'insegnamento di tali materie, lo destinarono al pulpito: predicò, così, in varie città italiane, tra cui Roma, Genova e Torino, non tralasciando, tuttavia, di coltivare i suoi interessi letterari. Nel 1773 papa Clemente XIV, con il breve apostolico Dominus ac Redemptor, sciolse la Compagnia. Barotti, che all'epoca, era tornato a Ferrara dopo la morte del padre, non accettò il beneficio ecclesiastico, un canonicato, che gli fu proposto.
Nel 1777, dopo averle notevolmente ampliate, pubblicò una pregevole edizione delle Memorie istoriche di letterati ferraresi, lasciate incompiute dal padre Giovanni Andrea; il successo dell'opera gli valse l'iscrizione, con il nome di Crimanio, all'Accademia Roveretana degli Agiati. Sedici anni dopo, nel 1793, darà alle stampe una nuova edizione della stessa opera, arricchita di un secondo volume frutto delle proprie ricerche erudite.
Oltre che letterato erudito, Barotti fu anche poeta: pubblicò alcuni poemetti in ottave: Il tempio di Pallade, Le fontane, Il caffè e La fisica, quest'ultimo, in particolare, edito a Bologna nel 1753 in una raccolta di rime per le nozze Caprara Salviati, ebbe successo negli ambienti colti dell'epoca. Un quarto poemetto, La Scolastica, mai pubblicato, è conservato a Ferrara nella Biblioteca comunale Ariostea.
L'opera di maggiore interesse del Barotti, che meglio testimonia la sua insofferenza per il formalismo teologico, è Lezioni sacre, pubblicata nel 1785-86. Nelle Lezioni lo scrittore espone in una prosa lineare e priva di retorica e con qualche cenno polemico nei confronti dell'illuminismo e del giansenismo, un'interpretazione morale delle sacre scritture.

## Opere
- Per le felici faustissime nozze de' nobilissimi signori il sig. conte Niccolò Caprara colla signora donna Ippolita Virginia Salviati, Bologna, nella stamperìa di Lelio dalla Volpe, 1753.
- La fisica poemetto. A sua eccellenza la signora contessa Vittoria Caprara, Ferrara, per Giuseppe Barbieri, 1754.
- Il caffè. Canti due, Parma, dalla Stamperia reale, 1781.
- Serie de' vescovi ed arcivescovi di Ferrara del Signor Abbate [sic] Lorenzo Barotti dedicata all'Eminentissimo e Reverendissimo Signore il Signor Card. Bernardino Giraud prouditore del regnante Sommo Pontefice, Ferrara, per Francesco Pomatelli, 1781.
- Lezioni sacre dell'abate Lorenzo Barotti, 2 voll., Parma, dalla Stamperia reale, 1785-1786. Comprende:

1: Lezioni sacre dell'abate Lorenzo Barotti su i libri di Tobia, di Giuditta, e di Ester, 1785.
2: Lezioni sacre dell'abate Lorenzo Barotti su i libri de' Maccabei, 1786.
- Memorie istoriche di letterati ferraresi opera postuma di Giannandrea Barotti. Volume primo [-secondo], Edizione accresciuta di un secondo volume, opera di Lorenzo Barotti, Ferrara, per gli eredi di Giuseppe Rinaldi, 1792-1793. Ristampa anastatica: Bologna, Forni, 1970.

### Testi digitalizzati disponibili in rete
- Il caffè. Canti due, Parma, 1781. Google libri.
- Serie de' vescovi ed arcivescovi di Ferrara, Ferrara, 1781. Google libri.
- Lezioni sacre dell'abate Lorenzo Barotti su i libri di Tobia, di Giuditta e di Ester, volume I, Parma, 1785. Google libri.
- Lezioni sacre dell'abate Lorenzo Barotti su i libri de' Maccabei, volume II, Parma, 1786. Google libri.
- Continuazione delle Memorie istoriche di letterati ferraresi, Ferrara, 1811. Google libri.